# Гребля на байдарках и каноэ на летних Олимпийских играх 2024 — байдарки-четвёрки, 500 метров (мужчины)
Соревнования мужчин на байдарках-четвёрках на дистанции 500 метров в гребле на байдарках и каноэ на летних Олимпийских играх 2024 года прошли с 6 по 8 августа 2024 года на Национальном олимпийском водном стадионе региона Иль-де-Франс в пригороде Парижа Вер-сюр-Марн.

## Расписание
Соревнования продолжались в течение двух дней. Время начала соревнований указано местное (UTC+2)
| Дата              | Время       | Раунд                 |
| ----------------- | ----------- | --------------------- |
| Вторник 6 августа | 9:30 13:10  | Заезды Четвертьфиналы |
| Четверг 8 августа | 11:50 13:50 | Полуфиналы Финалы     |

## Призёры
| Золото                                                          | Серебро                                                                                | Бронза                                                                      |
| Германия · Макс Рендшмидт · Макс Лемке · Якоб Шопф · Том Либшер | Австралия · Райли Фитцсиммонс · Пьер ван дер Вестхёйзен · Джексон Коллинз · Ноа Хавард | Испания · Сауль Кравиотто · Карлос Аревало · Маркус Вальц · Родриго Хермаде |

## Составы команд
| Номер | Спортсмены                                                              | Страна         |
| ----- | ----------------------------------------------------------------------- | -------------- |
| 1     | Райли Фитцсиммонс Пьер ван дер Вестхёйзен Джексон Коллинз Ноа Хавард    | Австралия      |
| 2     | Бенце Надаш Колош Цизмадиа Иштван Кули Шандор Тотка                     | Венгрия        |
| 3     | Макс Рендшмидт Макс Лемке Якоб Шопф Том Либшер                          | Германия       |
| 4     | Виктор Осмул Лассе Мадсен Мортен Граверсен Магнус Сибберсен             | Дания          |
| 5     | Сауль Кравиотто Карлос Аревало Маркус Вальц Родриго Хермаде             | Испания        |
| 6     | Николас Матвеев Пьер-Люк Пулен Лоран Лавинь Саймон Мактэвиш             | Канада         |
| 7     | Бу Тинкай Ван Цункан Чжан Дун Дун И                                     | Китай          |
| 8     | Симонис Мальдонис Миндаугас Мальдонис Игнес Навакаускас Артурас Сея     | Литва          |
| 9     | Макс Браун Грант Клэнси Кёртис Имри Хэмиш Легарт                        | Новая Зеландия |
| 10    | Анджело Дзомбета Марко Новакович Марко Драгосавлевич Владимир Торубаров | Сербия         |
| 11    | Олег Кухарик Дмитро Даниленко Игорь Трунов Иван Семикин                 | Украина        |

## Результаты

### Заезды
Первые две лодки из каждого заезда проходят в полуфиналы, остальные – в четвертьфинал.

#### Заезд 1
| Место | Дорожка | Команда | Время   | Примечания |
| ----- | ------- | ------- | ------- | ---------- |
| 1     | 3       | Сербия  | 1.20,99 | SF         |
| 2     | 5       | Венгрия | 1.21,18 | SF         |
| 3     | 7       | Литва   | 1.21,51 | QF         |
| 4     | 6       | Украина | 1.21,55 | QF         |
| 5     | 2       | Канада  | 1.22,84 | QF         |
| 6     | 4       | Дания   | 1.22,98 | QF         |

#### Заезд 2
| Место | Дорожка | Команда        | Время   | Примечания |
| ----- | ------- | -------------- | ------- | ---------- |
| 1     | 5       | Германия       | 1.20,51 | SF, OB     |
| 2     | 4       | Испания        | 1.20,60 | SF         |
| 3     | 3       | Австралия      | 1.22,28 | QF         |
| 4     | 7       | Новая Зеландия | 1.23,26 | QF         |
| 5     | 6       | Китай          | 1.25,00 | QF         |

### Четвертьфинал
Первые шесть лодок проходят в полуфинал, последняя выбывает.
| Место | Дорожка | Команда        | Время   | Примечания |
| ----- | ------- | -------------- | ------- | ---------- |
| 1     | 2       | Австралия      | 1.19,39 | SF, OB     |
| 2     | 5       | Новая Зеландия | 1.20,56 | SF         |
| 3     | 3       | Дания          | 1.20,56 | SF         |
| 4     | 7       | Канада         | 1.20,65 | SF         |
| 5     | 4       | Украина        | 1.20,94 | SF         |
| 6     | 6       | Литва          | 1.21,09 | SF         |
| 7     | 1       | Китай          | 1.21,31 |            |

### Полуфиналы
Первые четыре лодки из каждого полуфинала проходят в финал, пятые выбывают.

#### Полуфинал 1
| Место | Дорожка | Команда   | Время   | Примечания |
| ----- | ------- | --------- | ------- | ---------- |
| 1     | 3       | Австралия | 1.19,22 | FA, OB     |
| 2     | 5       | Сербия    | 1.19,91 | FA         |
| 3     | 4       | Испания   | 1.19,98 | FA         |
| 4     | 2       | Украина   | 1.20,67 | FA         |
| 5     | 6       | Канада    | 1.20,70 |            |

#### Полуфинал 2
| Место | Дорожка | Команда        | Время   | Примечания |
| ----- | ------- | -------------- | ------- | ---------- |
| 1     | 5       | Германия       | 1.20,57 | FA         |
| 2     | 4       | Венгрия        | 1.21,07 | FA         |
| 3     | 2       | Литва          | 1.21,27 | FA         |
| 4     | 3       | Новая Зеландия | 1.21,73 | FA         |
| 5     | 6       | Дания          | 1.21,88 |            |

### Финал
| Место | Дорожка | Команда        | Время   | Примечания |
| ----- | ------- | -------------- | ------- | ---------- |
| 1     | 4       | Германия       | 1.19,80 |            |
| 2     | 5       | Австралия      | 1.19,84 |            |
| 3     | 7       | Испания        | 1.20,05 |            |
| 4     | 1       | Украина        | 1.21,01 |            |
| 5     | 2       | Литва          | 1.21,13 |            |
| 6     | 3       | Сербия         | 1.21,52 |            |
| 7     | 6       | Венгрия        | 1.21,99 |            |
| 8     | 8       | Новая Зеландия | 1.22,19 |            |